# Истории из морга
«Истории из морга» (англ. Tales from the Hood, в оригинале Истории квартала, Байки с района) — фильм ужасов 1995 года, режиссёра Расти Кандиффа. Картина состоит из четырёх новелл.

## Сюжет
Действие фильма начинаются в Южном Лос-Анджелесе, когда трио подростков-наркоторговцев приходит к Симмсу, эксцентричному владельцу морга, купить наркотики. Он рассказывает им, что наркотики нашёл на улице и теперь они надёжно спрятаны в похоронном бюро. Симмс, по пути в морг, решает рассказать подросткам четыре истории о некоторых своих клиентах.

## В ролях
- Кларенс Уильямс III — Симмс
- Джо Торри — Стек
- Сэмюэль Монро — Бульдог
- Брендон Хэммонд — Уолтер
- Уингз Хаузер — Стром
- Корбин Бернсен — Дюк Метджер
- Майкл Масси — полицейский Ньютон
- Роджер Гуэнвёр Смит — Роди

## Саундтрек
1. «Let Me at Them» — 3:39 (Wu-Tang Clan)
2. «Face Mob» — 3:56 (Facemob featuring Scarface)
3. «Tales from the Hood» — 4:17 (Domino featuring Chill)
4. «Born II Die» — 4:35 (Spice 1)
5. «Ol' Dirty’s Back» — 4:10 (Ol' Dirty Bastard)
6. «I’m Talkin' to Myself» — 5:13 (NME & Grench the Mean 1)
7. «The Hood Got Me Feelin' the Pain» — 4:19 (Havoc & Prodeje featuring Dawn Green)
8. «One Less Nigga» — 4:26 (MC Eiht)
9. «From the Dark Side» — 3:47 (Gravediggaz)
10. «Death Represents My Hood» — 4:24 (Bokie Loc)
11. «Hot Ones Echo Thru the Ghetto» — 4:35 (The Click featuring Levitti)
12. «The Grave» — 5:37 (N.G.N. featuring Killa)

## Сиквелы
Премьера фильма «Истории из морга 2» состоялась в пятницу, 13 июля 2018 года на фестивале Fantasia Film Festival в Монреале. Режиссёрами и сценаристами фильма вновь стали Расти Кандифф и Дэрин Скотт. Актёр Кит Дэвид выступил в роли рассказчика мистера Симмса. Релиз фильма на видео состоялся 2 октября 2018 года.
В 2020 году вышло продолжение «Истории из морга 3», главную роль в фильме исполнил Тони Тодд. Режиссёрами и сценаристами фильма также как и в предыдущих частях стали Расти Кандифф и Дэрин Скотт.